# SJ Tc
Die Fahrzeuge der schwedischen Baureihe Tc wurden von Statens Järnvägar (SJ) 1969 (Tc 294 und 295), 1970 (Tc 296–311) und 1971 (Tc 312 und 313) gekauft. Die Lokomotiven wurden für die Beförderung von Güter- und Arbeitszügen sowie für Schneeräumdienste verwendet.

## Geschichte
Ab 1969 ersetzten Statens Järnväger in größerem Umfang Schneepflüge, die von Lokomotiven befördert werden mussten. Neben den 20 leichteren Lokomotiven der Baureihe Tc mit der Achsfolge B wurden 10 schwere Lokomotiven mit der Achsfolge Bo’Bo’ beschafft, die die Baureihenbezeichnung Tb erhielten. Ab 1984 wurden die Lokomotiven aus dem Güterzugdienst herausgelöst und nur noch als Bahndienstfahrzeuge verwendet, 1988 an Banverket übertragen und dort für Sonderaufgaben eingesetzt.

## Technische Ausstattung

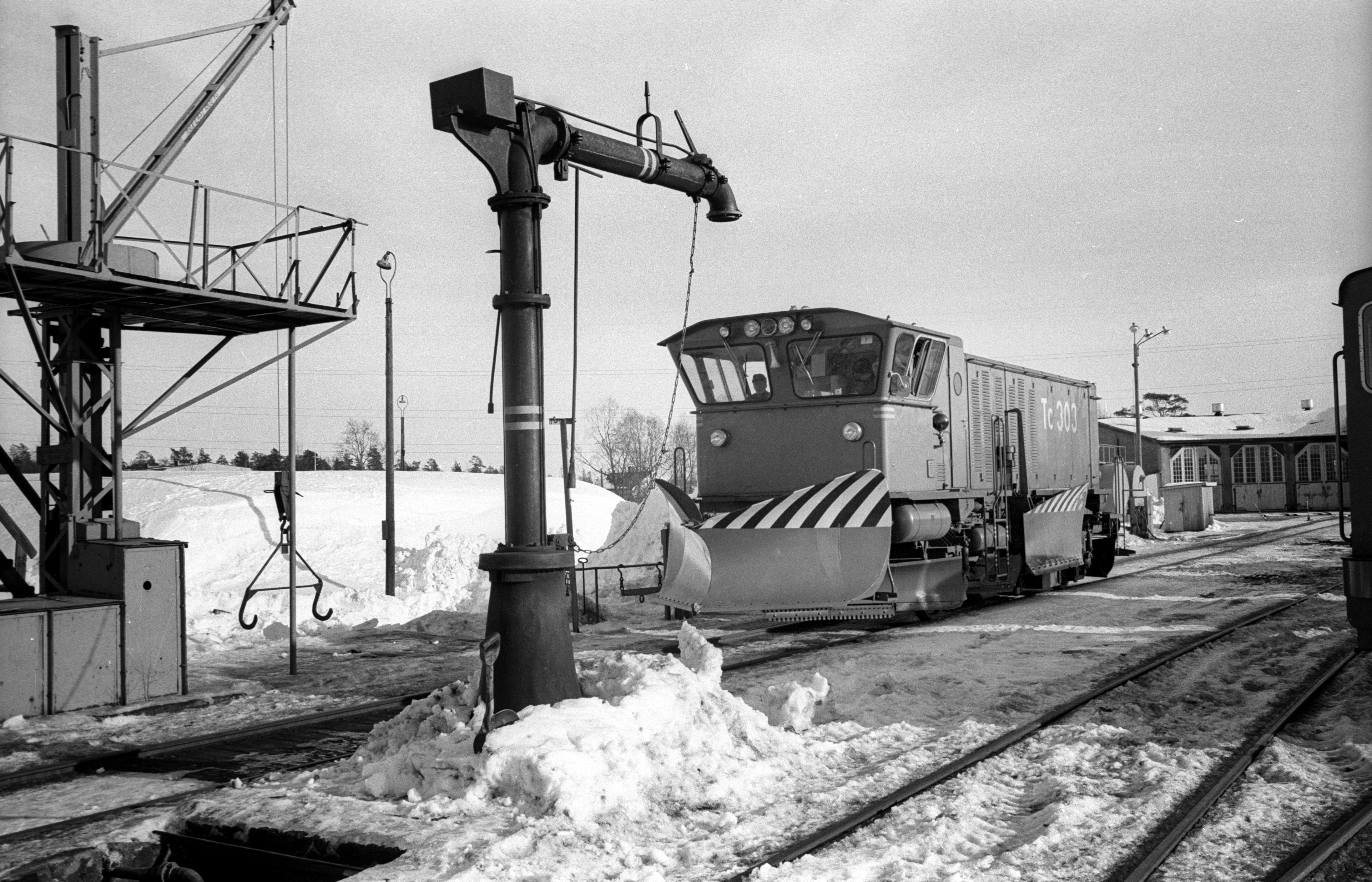
Tc 303 in Skellefteå

Die Lokomotiven hatten vorne fest montierte und an den Seiten ausklappbare Schneeräumer, mit denen eine Räumbreite von 6,40 m erreicht werden konnte. Da sie nur einen Führerstand hatten, mussten sie mit einer eingebauten Hubeinrichtung gedreht werden. Mehrfachtraktion war möglich, indem zwei Lokomotiven mit den B-Enden – den Seiten ohne Führerstand – gekuppelt wurden. Bei Bedarf konnte der vorne angebrachte Schneepflug entfernt und Rangiertritte sowie Puffer und Kupplungseinrichtung montiert werden, um für Gleisbauzüge universeller einsetzbar zu sein.

## Einsatzgebiet
Die Fahrzeuge waren im Wesentlichen im Norden von Schweden im Einsatz, darunter in Gävle, Luleå, Sundsvall, Norrköping, Bollnäs und Örebro.

## Lebensläufe der Fahrzeuge
Nachdem alle 1984 vorhandenen Fahrzeuge von Statens Järnvägar als Bahndienstfahrzeuge (Qaz) eingestuft wurden, wurde 1986 die gesamte Baureihe wieder als SJ Tc bezeichnet. Mit der 1988 erfolgten Gründung von Banverket (BV) wurden die Aufgaben für die Lokomotiven an BV abgegeben. Einige Lokomotiven wurden 1989 erneut noch von SJ mit einer neuen Inventarnummer für Bahndienstfahrzeuge (Qzx) versehen, jedoch wurde bereits 1988 mit der Übernahme der Fahrzeuge von BV begonnen, die 1989 abgeschlossen wurde. 1992 erhielten sie die Baureihenbezeichnung DLL (schwedisch diesellinjelok).
| Lebensläufe der Fahrzeuge | Lebensläufe der Fahrzeuge | Lebensläufe der Fahrzeuge | Lebensläufe der Fahrzeuge     | Lebensläufe der Fahrzeuge     | Lebensläufe der Fahrzeuge     | Lebensläufe der Fahrzeuge |
| ------------------------- | ------------------------- | ------------------------- | ----------------------------- | ----------------------------- | ----------------------------- | --- |
|                           | Bahndienstfahrzeuge SJ    | Bahndienstfahrzeuge SJ    | Bahndienstfahrzeuge Banverket | Bahndienstfahrzeuge Banverket | Bahndienstfahrzeuge Banverket | |
| Nummer                    | 1984                      | 1989                      | 1988                          | 1989                          | 1992                          | Besonderes |
| Tc 294                    | Qaz 945 1 150             | Qzx 945 1 150             |                               | BV MTC011 3115                | BV DLL 3115                   | 1994 an BK Tåg AB verkauft – BK Tc 294, 2003 an Dal Västra Värmlands Järnväg - DVVJ verkauft, 201x an Strukton Rail AB – STR Tc 9506 |
| Tc 295                    | Qaz 945 1 151             |                           |                               | BV MTC011 3116                | BV DLL 3116                   | 200x an InfraNord – DLL 3116, EVN: 92 74 2003 116-7                                                                                  |
| Tc 296                    | Qaz 945 1 152             | Qzx 945 1 347             |                               | BV MTC011 3117                | BV DLL 3117                   | 2006 in Östersund verschrottet |
| Tc 297                    | Qaz 945 1 153             |                           |                               | BV MTC011 3118                | BV DLL 3118                   | 2004 in Östersund verschrottet |
| Tc 298                    | Qaz 945 1 154             |                           |                               | BV MTC011 3119                | BV DLL 3119                   | 2004 in Timrå verschrottet |
| Tc 299                    | Qaz 945 1 155             |                           |                               | BV MTC011 3120                | BV DLL 3120                   | |
| Tc 300                    |                           |                           |                               |                               |                               | 1975 abgestellt, 1977 verschrottet                                                                                                   |
| Tc 301                    | Qaz 945 1 156             |                           |                               |                               | BV DLL 3121                   | 2004 in Östersund verschrottet |
| Tc 302                    | Qaz 945 1 157             |                           |                               |                               | BV DLL 3122                   | |
| Tc 303                    | Qaz 945 1 158             |                           |                               | BV MTC011 3123                | BV DLL 3123                   | 2004 in Timrå 2004 abgestellt, 2005 in Östersund abgestellt                                                                          |
| Tc 304                    | Qaz 945 1 159             |                           |                               | BV MTC011 3124                | BV DLL 3124                   | 20xx an Strukton Rail AB verkauft – STR Tc 9510                                                                                      |
| Tc 305                    | Qaz 945 1 160             |                           |                               | BV MTC011 3125                | BV DLL 3125                   | 2004 in Timrå verschrottet |
| Tc 306                    | Qaz 945 1 161             |                           |                               | BV MTC011 3126                | BV DLL 3126                   | 2009 verschrottet |
| Tc 307                    | Qaz 945 1 162             | Qzx 945 1 357             |                               | BV MTC011 3127                | BV DLL 3127                   | 200x an InfraNord – DLL 3127, EVN: 92 74 2003 127-4                                                                                  |
| Tc 308                    | Qaz 945 1 163             |                           |                               | BV MTC011 3128                | BV DLL 3128                   | |
| Tc 309                    | Qaz 945 1 164             |                           | BV MTC011 3129                |                               | BV DLL 3129                   | |
| Tc 310                    | Qaz 945 1 165             |                           | BV MTC011 3130                |                               | BV DLL 3130                   | 200x an InfraNord – DLL 3130, EVN: 92 74 2003 130-2                                                                                  |
| Tc 311                    | Qaz 945 1 166             |                           | BV MTC011 3131                |                               | BV DLL 3131                   | 2009 von Stena in Timrå verschrottet                                                                                                 |
| Tc 312                    | Qaz 945 1 167             |                           | BV MTC011 3132                |                               | BV DLL 3132                   | 2004 in Timrå verschrottet |
| Tc 313                    | Qaz 945 1 168             |                           | BV MTC011 3133                |                               | BV DLL 3133                   | im Dezember 2019 von Stena Metall in Boden verschrottet                                                                              |

## BK Tåg Tc 294
Die Tc 294 wurde 1994 an BK Tåg verkauft. Sie behielt ihre Betriebsnummer. 2003 erfolgte der Weiterverkauf an Dal Västra Värmlands Järnväg - DVVJ.

## Strukton Rail Tc
Im Laufe der 2010er Jahre übernahm die Strukton Rail AB die ehemalige Tc 294 von der Dal Västra Värmlands Järnväg. Sie erhielt dort die neue Betriebsnummer STR Tc 9506 (EVN [2013]: S-SRAB 92 74 20 002 94-5). Bereits zuvor hatte Strukton Rail die ehemalige Tc 304 als STR Tc 9510 (EVN [2016]: S-STR 92 74 003 124-5) übernommen. Diese erhielt den Namen „Hans Köhler“.

## InfraNord DLL
Die Gesellschaft InfraNord kaufte im Laufe der 2000er Jahre drei Fahrzeuge von Banverket: die ehemalige Tc 295 wurde die DLL 3116, EVN: 92 74 2003 116-7, die Tc 307 wurde die DLL 3127, EVN: 92 74 2003 127-4 und die Tc 310 wurde die DLL 3130, EVN: 92 74 2003 130-2.